# Анджеліка (селище, Нью-Йорк)
Анджеліка (англ. Angelica) — селище (англ. village) в США, в окрузі Аллегені штату Нью-Йорк. Населення — 723 особи (2020).

## Географія
Анджеліка розташована за координатами 42°18′20″ пн. ш. 78°1′14″ зх. д. / 42.30556° пн. ш. 78.02056° зх. д. (42.305506, -78.020645).  За даними Бюро перепису населення США в 2010 році селище мало площу 5,57 км², уся площа — суходіл.

## Демографія
Згідно з переписом 2010 року, у селищі мешкало 869 осіб у 353 домогосподарствах у складі 242 родин. Густота населення становила 156 осіб/км².  Було 397 помешкань (71/км²).
Расовий склад населення:
| - 97,9 % — білих - 1,2 % — азіатів - 0,3 % — корінних американців |

До двох чи більше рас належало 0,5 %. Частка іспаномовних становила 0,7 % від усіх жителів.
За віковим діапазоном населення розподілялося таким чином: 24,6 % — особи молодші 18 років, 59,3 % — особи у віці 18—64 років, 16,1 % — особи у віці 65 років та старші. Медіана віку мешканця становила 41,4 року. На 100 осіб жіночої статі у селищі припадало 104,5 чоловіків;  на 100 жінок у віці від 18 років та старших — 97,3 чоловіків також старших 18 років.
Середній дохід на одне домашнє господарство  становив 54 790 доларів США (медіана — 45 417), а середній дохід на одну сім'ю — 64 090 доларів (медіана — 58 929). Медіана доходів становила 40 000 доларів для чоловіків та 40 000 доларів для жінок. За межею бідності перебувало 12,2 % осіб, у тому числі 16,8 % дітей у віці до 18 років та 9,1 % осіб у віці 65 років та старших.
Цивільне працевлаштоване населення становило 361 особа. Основні галузі зайнятості: освіта, охорона здоров'я та соціальна допомога — 34,3 %, виробництво — 18,3 %, публічна адміністрація — 11,4 %, роздрібна торгівля — 7,8 %.